# هورایزن وست (فلوریدا)
هورایزن وست (به انگلیسی: Horizon West) یک منطقهٔ مسکونی در ایالات متحده آمریکا است که در شهرستان اورنج، فلوریدا واقع شده‌است. هورایزن وست ۹۸٫۶ کیلومتر مربع مساحت و ۱۴٬۰۰۰ نفر جمعیت دارد و ۳۸٫۱ متر بالاتر از سطح دریا قرار دارد.